# Ӟ

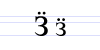
Letra Ӟ

Ӟ, ӟ (conhecido como ze com trema) é uma letra do alfabeto cirílico.